# Горња Слатина (Рибник)
Горња Слатина је насељено мјесто у општини Рибник, Република Српска, БиХ. Према попису становништва из 1991. у насељу је живјело 249 становника.

## Географија
Село Горња Слатина се налази на десној обали ријеке Сане, низводно од извора неких 20-ак км. Такође се налази испод планине Димитор и граничи са селима Медна и Граци у општини Мркоњић Град, те са селима Доња Слатина и Средице у општини Рибник. Од општине Рибник удаљено је свега 9 км и повезано асфалтним путем и припада МЗ Рибник.

## Историја

### Назив
Село је добило име од ријечи слатина која по етимологији означава „земљиште где извире или пишти слана и накисела вода“. Вук каже да су многа села по томе добила име слатина. Пошто и слатинска земља мјестимично садржи соли, а постоје и минерални извори, мјесто је свакако по томе добило назив. Предио је богат вегетацијом. Обилује листопадним шумама гдје се од дрвећа највише истичу храст, граб и буква, а рјеђе бријест, јасен, ива, лијеска, клен, багрем, врба, топола, глог и трн. Такође у појединим дјеловима села налазе се и културе четинара, прије свега бор.

### Образовање
У селу Горња Слатина се налази подручна основна школа "Десанка Максимовић" Рибник до 5-ог разреда.

### Туризам
С обзиром да село обилује великим шумским пространствима, лов као грана туризма је најзаступљенији, те посотоји секција ловаца из Горње Слатине а при ловачком удружењу "Рибник" из Рибника. Ловачка секција из Горње Слатине има двије ловачке куће као вечи број ловачких чека. од дивљачи најзасупљеније су дивља свиња, срнећа дивљач, зец, лисица и др. а у посљедње вријеме и медвијед.
Такође кроз село протиче прелијепа ријека Сана која је богата поточном пастрмком, липљеном и младицом, те као таква представља рај за љубитеље воде и риболова.
Споменути туризам у Горњој Слатини а не споменути 19.08. (Преображење Господње) не би имало ефекта. Наиме, 19. августа сваке године се на обалама ријеке Сане, на Туковима одржава традиционални Народни збор који окупи велики број становника са овог подручја.

### Природа
Село Горња Слатина највећим дјелом је под шумом. Обилује и великим пашњацима, изворима (на сваких 100 м), ријека Сана те многим поточићима.

## Становништво
| Националност       | 1991. | 1981. | 1971. | 1961. |
| Срби               | 246   | 371   | 435   | 497   |
| Југословени        | 3     | 2     |       |       |
| Муслимани          |       | 1     |       |       |
| остали и непознато |       |       |       | 2     |
| Укупно             | 249   | 374   | 435   | 499   |

У селу тренутно живи око 150 становника. Позната презимена у селу Горња Слатина су:
1. Билић,
2. Бувач,
3. Вујић,
4. Двизац,
5. Дујић,
6. Ђаковић,
7. Ковачевић,
8. Кнежевић,
9. Љепић,
10. Марковић,
11. Поповић,
12. Радојчић,
13. Савановић,
14. Симић,
15. Тегелтија,